# Otto Karl Berg
Otto Karl Berg (Stettino, 18 agosto 1815 – Confederazione germanica, 20 novembre 1866) è stato un botanico e farmacista tedesco.

## Biografia
Era figlio di Johann Friedrich e Wilhelmine Friederike Berg. Studiò botanica farmaceutica presso l'Università di Berlino e pubblicò il suo primo Handbuch der Pharmazeutischen Botanik (Manuale sulla Botanica Farmaceutica) nello stesso anno in cui si laureò 1845. Successivamente, nel 1948, si sposò con Caroline Albertine Florentine Witthaus, con la quale ebbe sei figli.
Si unì alla Facoltà di Botanica e Farmacologia dell'Università di Berlino nel 1849, luogo dove si specializzò in flora sudamericana. Nel 1862 fu nominato professore associato, e durante questo periodo contribuì nel campo della farmacologia.

## Opere
- Handbuch der Pharmazeutischen Botanik. 1845
- Charakteristik der für die Arzneikunde und Technik wichtigsten Pflanzengenera in Illustrationen nebst erläuterndem Text. 1848 (Digital edition from 1845 by the University and State Library Düsseldorf)
- Handbuch der pharmaceutischen Botanik. Band 1: Botanik . Nitze, Berlin 2. Aufl. 1850 Digital edition by the University and State Library Düsseldorf
- Con Carl Friedrich Schmidt (1811–1890), Darstellung und Beschreibung sämtlicher in den Pharmacopoea Borussica aufgeführten offizinellen Gewächse. 1853
- Revision Myrtacearum Americae hucusque cognitarum. 1855
- Flora Brasiliensis Myrtographia.... 1855
- Pharmazeutische Warenkunde. 1863 Digital edition by the University and State Library Düsseldorf
- Anatomischer Atlas zur pharmazeutischen Warenkunde. 1865
- Die Chinarinden der pharmakognostischen Sammlung. 1865
- Atlas der officinellen Pflanzen . Vol.1-4 . Felix, Leipzig 2nd ed. 1893-1902 Digital edition by the University and State Library Düsseldorf